# Fløibanen
Fløibanen är en bergbana i Bergen i Norge som går från Vetrlidsallmenningen i stadens centrum till toppen av Fløyfjellet.
Fløibanen är en av stadens största turistattraktioner med mer än en miljon passagerare om året, men också ett viktigt transportmedel för lokalbefolkningen. Den är 847 meter lång och har fem stationer för passagerare och en hållplats utan av- och påstigning.

## Historia

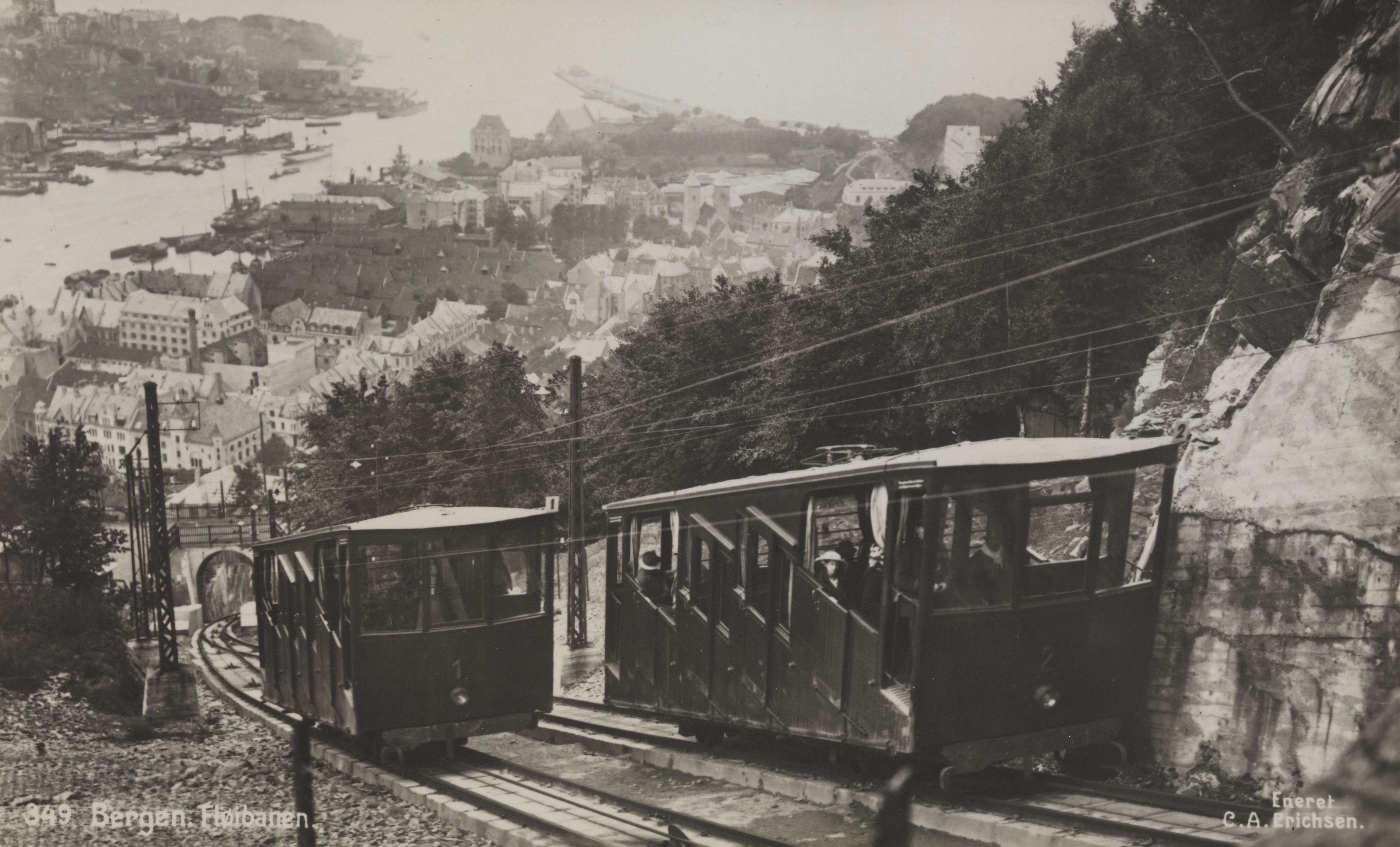
De första vagnarna.

Stortingsledamoten John Lund lade fram ett förslag om ett motoriserat transportmedel till Fløyfjellet 1895. Han fick tillstånd att bygga, men lyckades inte skaffa tillräckliga medel och projektet stoppades. År 1907 togs idén upp igen och hösten 1914 började bygget. Arbetet fördröjdes på grund av råvarubrist under första världskriget och blev först klart fyra år senare. Bergbanan invigdes den 15 januari 1918 och har varit i drift sedan dess med undantag för en kort period 2002 och vintern 2021–2022 på grund av renovering.
Banan drevs av en elmotor på 95 hästkrafter och hade en hastighet på 7 kilometer i timmen. De två vagnarna i oljad teak hade plats för 65 passagerare vardera och resan tog 7 minuter. Dalstationen och restaurangen på toppen av Fløyen ritades av Einar Oscar Schou. På 1950-talet målades vagn nr 1 blå och vagn nr 2 röd och 2002 fick de namnen Rødhette (rödluvan) och  Blåmann efter en sång av Aasmund Olavsson Vinje.
Bergbanan har renoverats vid flera tillfällen och fått nya vagnar fyra gånger. Hösten 2002 var den stängd i sju veckor för renovering och i september 2021 stängde den igen för renovering. Själva bergbanan renoverades av schweiziska Doppelmayr 2021–2022. Den förlängdes med 4 meter och fick nya större vagnar med plats för 120 passagerare. Samtidigt byggdes stationerna om och handikappanpassades. Fløibanen återinvigdes den 1 april 2022.

## Bilder

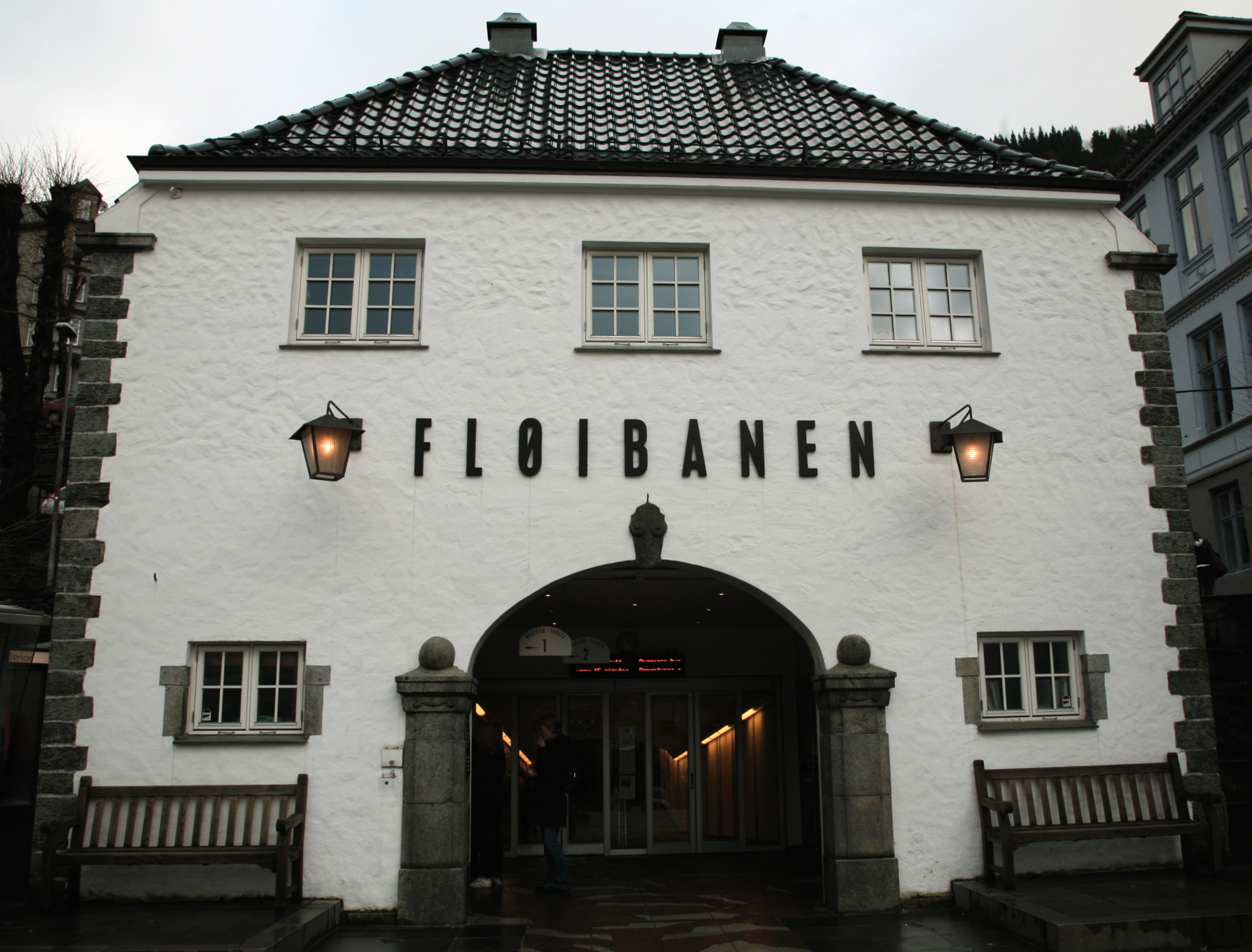
Dalstationen
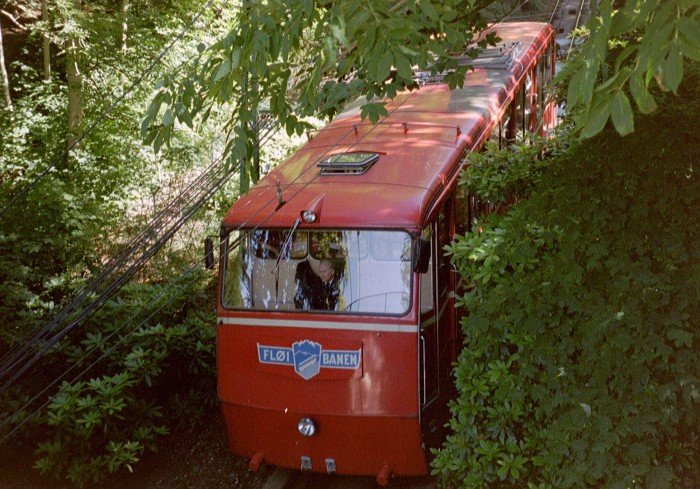
Vagn från 1990-talet.
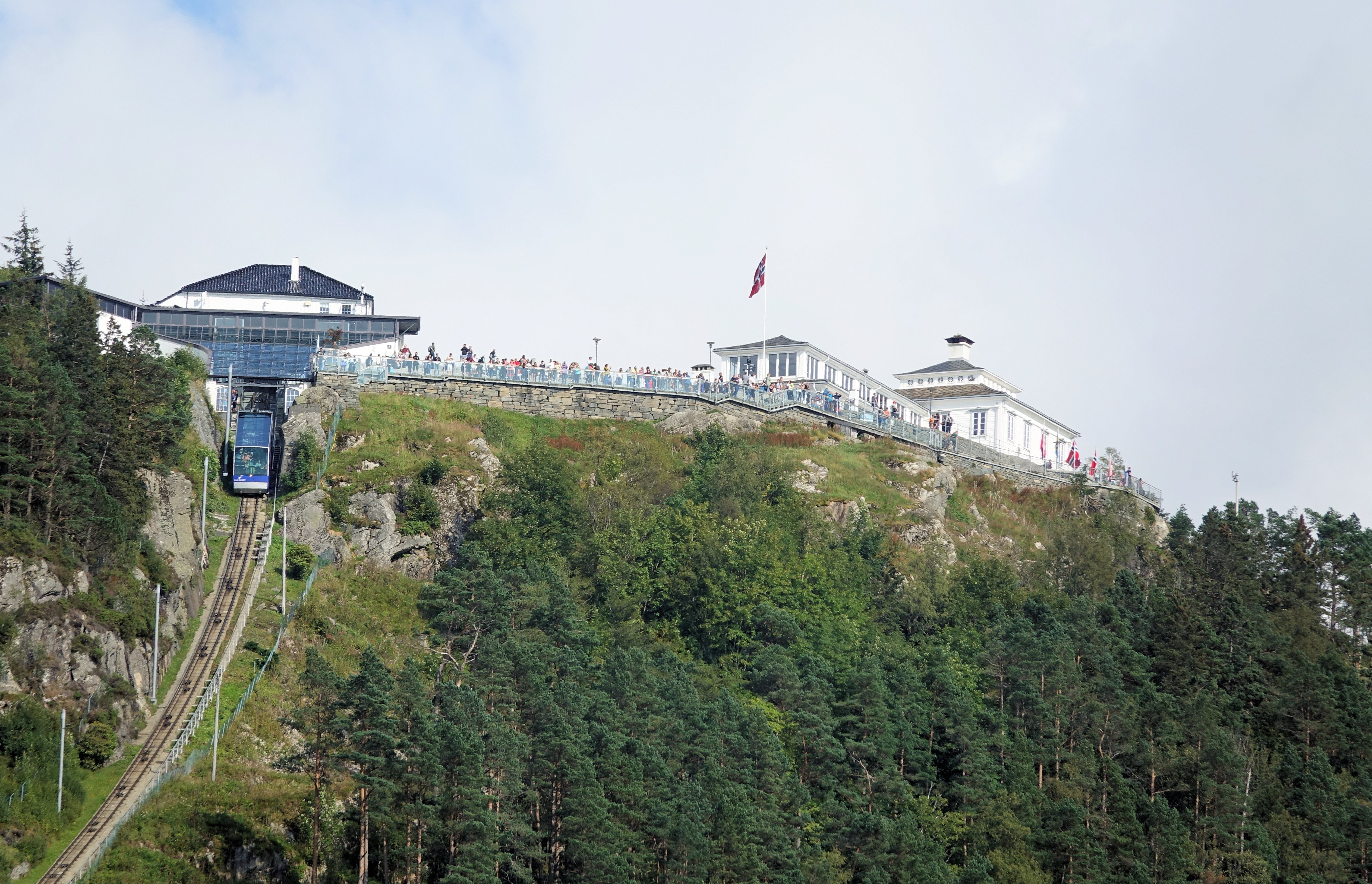
Toppstationen och restaurangen, 2021.
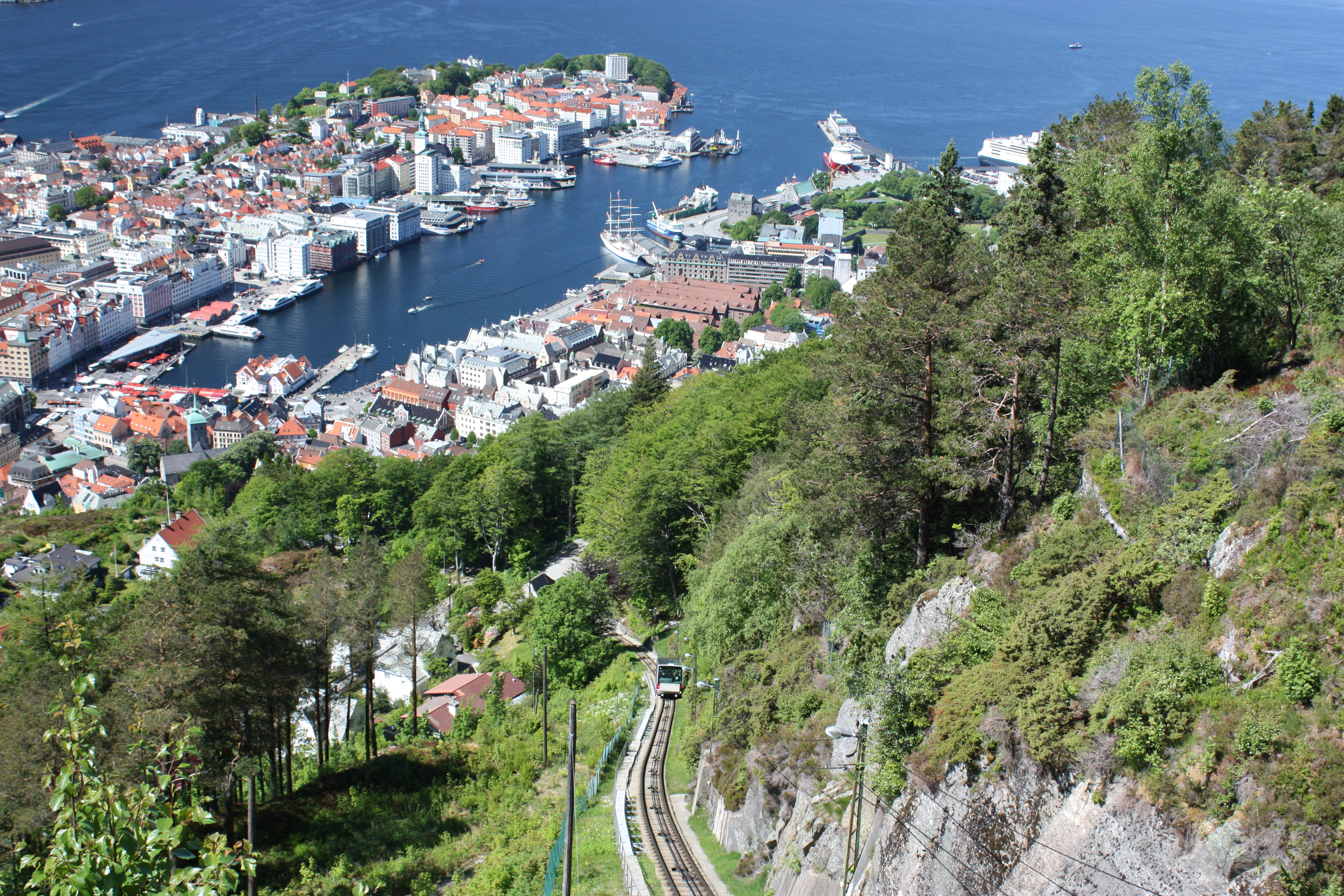
Utsikt från toppstationen.